# Sztrókay István
Nemescsói Sztrókay István József (Tolmács, 1869. augusztus 4. – Budapest, 1938. július 24.) magyar villamosmérnök.

## Életpályája és munkássága
Szülei: Sztrókay Boldizsár és Edvi-Illés Matild voltak. 1886-ban érettségizett az ELTE Trefort Ágoston Gyakorló Gimnáziumban. A budapesti műegyetemen szerzett diplomát 1891-ben. A budapesti Városi Villamos Vasútnál kezdte pályáját 1893-ban. Tervet készített a budapesti gyorsvasút-hálózat kiépítésére (1913, 1921). 1923-ban kormányfőtanácsosi címet kapott. Egészségi állapota miatt 1929-ben nyugdíjba vonult.
Részt vett a földalatti vasút tervezésében és építésében. A lóvasút villamosításakor mint a budapesti Közúti Vaspályatársaság alkalmazottja irányította az átalakítási munkálatokat. A Tanácsköztársaság bukása után (1918) mint a Budapesti Egyesített Városi Vasutak vezérigazgató-helyettese memorandumot dolgozott ki a fővárosi vasutak megváltására, ennek alapján alakították meg a Budapest Székesfővárosi Közlekedési Rt.-ot (BSZKRT). A BSZKRT vezérigazgató-helyetteseként irányította az 1920-as években végrehajtott műszaki rekonstrukciót, többek között az áttérést az egységes felső vezetékes áramvezetési rendszerre. Német, francia és magyar nyelvű tanulmányokban foglalkozott a városi közlekedés kérdéseivel.
Sírja a Farkasréti temetőben található (604-367. templomi fülke).

## Családja
Felesége Tóth Mária (1871–1945) volt. Fiuk; Sztrókay Pál (1899–1964) gépészmérnök volt.

## Művei
- A budapesti földalatti elektromos vasút cement-vizsgáló állomása (Budapest, 1894)
- Kis- és közúti vasút az országúton (Budapest, 1910)
- A városi gyorsvasutakról (Budapest, 1913)
- A hosszrendszerű felépítmény megfelelő méretezéséről és a sínek hullámos kopásáról (Budapest, 1914)
- Nagy Budapest közlekedési problémái (Magyar Mérnök és Építész Egylet Közlöny, 1921)